# Chlorochaeta mariae
Chlorochaeta mariae är en fjärilsart som beskrevs av Lucas 1888. Chlorochaeta mariae ingår i släktet Chlorochaeta och familjen mätare. Inga underarter finns listade i Catalogue of Life.